# Arthur Essing
Arthur Essing (15 de fevereiro de 1905 — março de 1970) foi um ciclista alemão. Ele competiu na estrada individual nos Jogos Olímpicos de 1928, em Amsterdã, mas não conseguiu completar a prova.